# Kesha/Diskografie
Diese Diskografie ist eine Übersicht über die musikalischen Werke der US-amerikanischen Popsängerin und Rapperin Kesha. Den Quellenangaben und Schallplattenauszeichnungen zufolge verkaufte sie bisher mehr als 113,7 Millionen Tonträger, davon allein 89,4 Millionen Tonträger in ihrer Heimat. Ihre erfolgreichste Veröffentlichung ist die Single Tik Tok mit über 18,1 Millionen verkauften Einheiten. In Deutschland verkaufte sich zudem die Single Timber über eine Million Mal, womit sie zu den meistverkauften Singles des Landes zählt.

## Alben

### Studioalben
| Jahr | Titel Musiklabel             | Höchstplatzierung, Gesamtwochen, AuszeichnungChartplatzierungen (Jahr, Titel, Musiklabel, Platzierungen, Wochen, Auszeichnungen, Anmerkungen) | Höchstplatzierung, Gesamtwochen, AuszeichnungChartplatzierungen (Jahr, Titel, Musiklabel, Platzierungen, Wochen, Auszeichnungen, Anmerkungen) | Höchstplatzierung, Gesamtwochen, AuszeichnungChartplatzierungen (Jahr, Titel, Musiklabel, Platzierungen, Wochen, Auszeichnungen, Anmerkungen) | Höchstplatzierung, Gesamtwochen, AuszeichnungChartplatzierungen (Jahr, Titel, Musiklabel, Platzierungen, Wochen, Auszeichnungen, Anmerkungen) | Höchstplatzierung, Gesamtwochen, AuszeichnungChartplatzierungen (Jahr, Titel, Musiklabel, Platzierungen, Wochen, Auszeichnungen, Anmerkungen) | Anmerkungen                                                   |
| Jahr | Titel Musiklabel             | DE | AT | CH | UK | US | Anmerkungen                                                   |
| ---- | ---------------------------- | --- | --- | --- | --- | --- | ------------------------------------------------------------- |
| 2010 | Animal RCA Records (Sony)    | DE7 Gold · (29 Wo.)DE | AT4 Gold · (16 Wo.)AT | CH3 (37 Wo.)CH | UK8 Platin · (46 Wo.)UK | US1 ×4Vierfachplatin · (84 Wo.)US | Erstveröffentlichung: 5. Januar 2010 Verkäufe: + 4.942.500    |
| 2012 | Warrior RCA Records (Sony)   | DE81 (1 Wo.)DE | AT44 (1 Wo.)AT | CH63 (1 Wo.)CH | UK60 (3 Wo.)UK | US6 Platin · (29 Wo.)US | Erstveröffentlichung: 30. November 2012 Verkäufe: + 1.007.500 |
| 2017 | Rainbow RCA Records (Sony)   | DE33 (1 Wo.)DE | AT16 (1 Wo.)AT | CH14 (2 Wo.)CH | UK4 (3 Wo.)UK | US1 Platin · (34 Wo.)US | Erstveröffentlichung: 11. August 2017 Verkäufe: + 1.047.500   |
| 2020 | High Road RCA Records (Sony) | — | — | — | UK63 (1 Wo.)UK | US7 (2 Wo.)US | Erstveröffentlichung: 31. Januar 2020                         |
| 2023 | Gag Order RCA Records (Sony) | — | — | — | — | US168 (2 Wo.)US | Erstveröffentlichung: 19. Mai 2023                            |
| 2025 | . Ada Records (WMG)          | DE84 (1 Wo.)DE | — | — | UK43 (1 Wo.)UK | US17 (1 Wo.)US | Erstveröffentlichung: 4. Juli 2025                            |

### Remixalben
| Jahr | Titel Musiklabel                                                                      | Höchstplatzierung, Gesamtwochen, AuszeichnungChartplatzierungen (Jahr, Titel, Musiklabel, Platzierungen, Wochen, Auszeichnungen, Anmerkungen) | Höchstplatzierung, Gesamtwochen, AuszeichnungChartplatzierungen (Jahr, Titel, Musiklabel, Platzierungen, Wochen, Auszeichnungen, Anmerkungen) | Höchstplatzierung, Gesamtwochen, AuszeichnungChartplatzierungen (Jahr, Titel, Musiklabel, Platzierungen, Wochen, Auszeichnungen, Anmerkungen) | Höchstplatzierung, Gesamtwochen, AuszeichnungChartplatzierungen (Jahr, Titel, Musiklabel, Platzierungen, Wochen, Auszeichnungen, Anmerkungen) | Höchstplatzierung, Gesamtwochen, AuszeichnungChartplatzierungen (Jahr, Titel, Musiklabel, Platzierungen, Wochen, Auszeichnungen, Anmerkungen) | Anmerkungen                                             |
| Jahr | Titel Musiklabel                                                                      | DE | AT | CH | UK | US | Anmerkungen                                             |
| ---- | ------------------------------------------------------------------------------------- | --- | --- | --- | --- | --- | ------------------------------------------------------- |
| 2011 | I Am the Dance Commander + I Command You to Dance: The Remix Album RCA Records (Sony) | — | — | — | — | US36 (6 Wo.)US | Erstveröffentlichung: 18. März 2011 Verkäufe: + 118.000 |

### EPs
| Jahr | Titel Musiklabel                                                | Höchstplatzierung, Gesamtwochen, AuszeichnungChartplatzierungen (Jahr, Titel, Musiklabel, Platzierungen, Wochen, Auszeichnungen, Anmerkungen) | Höchstplatzierung, Gesamtwochen, AuszeichnungChartplatzierungen (Jahr, Titel, Musiklabel, Platzierungen, Wochen, Auszeichnungen, Anmerkungen) | Höchstplatzierung, Gesamtwochen, AuszeichnungChartplatzierungen (Jahr, Titel, Musiklabel, Platzierungen, Wochen, Auszeichnungen, Anmerkungen) | Höchstplatzierung, Gesamtwochen, AuszeichnungChartplatzierungen (Jahr, Titel, Musiklabel, Platzierungen, Wochen, Auszeichnungen, Anmerkungen) | Höchstplatzierung, Gesamtwochen, AuszeichnungChartplatzierungen (Jahr, Titel, Musiklabel, Platzierungen, Wochen, Auszeichnungen, Anmerkungen) | Anmerkungen                                                                                         |
| Jahr | Titel Musiklabel                                                | DE | AT | CH | UK | US | Anmerkungen                                                                                         |
| ---- | --------------------------------------------------------------- | --- | --- | --- | --- | --- | --------------------------------------------------------------------------------------------------- |
| 2010 | Cannibal RCA Records (Sony)                                     | DE*DE | AT67 (1 Wo.)AT | CH*CH | UK*UK | US15 ×2Doppelplatin · (33 Wo.)US | Erstveröffentlichung: 19. November 2010 Verkäufe: + 2.000.000 * Verkäufe werden Animal hinzuaddiert |
| 2012 | Deconstructed RCA Records (Sony)                                | DE*DE | AT*AT | CH*CH | UK*UK | US*US | Erstveröffentlichung: 4. Dezember 2012 * Verkäufe werden Warrior hinzuaddiert                       |
| 2023 | Gag Order – Live Acoustic EP from Space Kemosabe Records (Sony) | — | — | — | — | — | Erstveröffentlichung: 30. Juni 2023                                                                 |

## Singles

### Als Leadmusikerin
| Jahr | Titel Album                                                                                | Höchstplatzierung, Gesamtwochen, AuszeichnungChartplatzierungen (Jahr, Titel, Album, Platzierungen, Wochen, Auszeichnungen, Anmerkungen) | Höchstplatzierung, Gesamtwochen, AuszeichnungChartplatzierungen (Jahr, Titel, Album, Platzierungen, Wochen, Auszeichnungen, Anmerkungen) | Höchstplatzierung, Gesamtwochen, AuszeichnungChartplatzierungen (Jahr, Titel, Album, Platzierungen, Wochen, Auszeichnungen, Anmerkungen) | Höchstplatzierung, Gesamtwochen, AuszeichnungChartplatzierungen (Jahr, Titel, Album, Platzierungen, Wochen, Auszeichnungen, Anmerkungen) | Höchstplatzierung, Gesamtwochen, AuszeichnungChartplatzierungen (Jahr, Titel, Album, Platzierungen, Wochen, Auszeichnungen, Anmerkungen) | Anmerkungen                                                                            |
| Jahr | Titel Album                                                                                | DE | AT | CH | UK | US | Anmerkungen                                                                            |
| --- | ------------------------------------------------------------------------------------------ | --- | --- | --- | --- | --- | -------------------------------------------------------------------------------------- |
| 2009 | Tik Tok Animal                                                                             | DE1 ×3Dreifachplatin · (49 Wo.)DE | AT1 Platin · (33 Wo.)AT | CH1 Platin · (40 Wo.)CH | UK4 ×3Dreifachplatin · (42 Wo.)UK | US1 ×2Diamant + Doppelplatin · (38 Wo.)US                                                                                                | Erstveröffentlichung: 7. August 2009 Verkäufe: + 18.167.463                            |
| 2010 | Blah Blah Blah Animal                                                                      | DE11 (7 Wo.)DE | AT21 (8 Wo.)AT | CH30 (9 Wo.)CH | UK11 Silber · (13 Wo.)UK | US7 ×3Dreifachplatin · (20 Wo.)US | Erstveröffentlichung: 19. Februar 2010 Verkäufe: + 4.033.036; feat. 3OH!3              |
| 2010 | Your Love Is My Drug Animal                                                                | DE19 (10 Wo.)DE | AT12 (10 Wo.)AT | CH34 (9 Wo.)CH | UK13 Silber · (7 Wo.)UK | US4 ×5Fünffachplatin · (28 Wo.)US | Erstveröffentlichung: 14. Mai 2010 Verkäufe: + 5.830.971                               |
| 2010 | Take It Off Animal                                                                         | — | — | — | UK15 Gold · (13 Wo.)UK | US8 ×4Vierfachplatin · (20 Wo.)US | Erstveröffentlichung: 13. Juli 2010 Verkäufe: + 4.727.347                              |
| 2010 | We R Who We R Cannibal                                                                     | DE23 Gold · (11 Wo.)DE | AT15 (13 Wo.)AT | CH17 (13 Wo.)CH | UK1 Platin · (19 Wo.)UK | US1 ×6Sechsfachplatin · (20 Wo.)US | Erstveröffentlichung: 14. Oktober 2010 Verkäufe: + 7.469.601                           |
| 2011 | Blow Cannibal                                                                              | DE39 (4 Wo.)DE | AT22 (3 Wo.)AT | — | UK32 Silber · (9 Wo.)UK | US7 ×5Fünffachplatin · (26 Wo.)US | Erstveröffentlichung: 8. Februar 2011 Verkäufe: + 5.340.000                            |
| 2012 | Die Young Warrior                                                                          | DE20 Gold · (21 Wo.)DE | AT4 (17 Wo.)AT | CH23 (14 Wo.)CH | UK7 Platin · (19 Wo.)UK | US2 ×6Sechsfachplatin · (22 Wo.)US | Erstveröffentlichung: 25. September 2012 Verkäufe: + 7.370.000                         |
| 2012 | C’Mon Warrior                                                                              | DE79 (1 Wo.)DE | AT64 (1 Wo.)AT | — | UK70 (5 Wo.)UK | US27 Platin · (16 Wo.)US | Erstveröffentlichung: 16. November 2012 Verkäufe: + 1.077.500                          |
| 2013 | Crazy Kids Warrior                                                                         | DE56 (8 Wo.)DE | AT58 (1 Wo.)AT | — | UK27 (11 Wo.)UK | US40 Platin · (13 Wo.)US | Erstveröffentlichung: 29. April 2013 Verkäufe: + 1.070.000; feat. will.i.am            |
| 2016 | True Colors –                                                                              | — | — | — | UK78 (1 Wo.)UK | US74 (1 Wo.)US | Erstveröffentlichung: 29. April 2016 Verkäufe: + 52.000; mit Zedd                      |
| 2017 | Praying Rainbow                                                                            | — | AT68 (1 Wo.)AT | CH64 (5 Wo.)CH | UK26 Gold · (9 Wo.)UK | US22 ×5Fünffachplatin · (21 Wo.)US | Erstveröffentlichung: 6. Juli 2017 Verkäufe: + 6.060.000                               |
| 2017 | This Is Me –                                                                               | — | — | — | — | — | Erstveröffentlichung: 22. Dezember 2017 Verkäufe: + 70.000; Original: Keala Settle     |
| 2018 | Woman Rainbow                                                                              | — | — | — | — | US96 Platin · (1 Wo.)US | Erstveröffentlichung: 23. Januar 2018 Verkäufe: + 1.000.000; feat. The Dap-Kings Horns |
| 2018 | Here Comes the Change On the Basis of Sex (O.S.T.)                                         | — | — | — | — | — | Erstveröffentlichung: 21. September 2018                                               |
| 2019 | Best Day (Angry Birds 2 Remix) The Angry Birds Movie 2: Original Motion Picture Soundtrack | — | — | — | — | — | Erstveröffentlichung: 26. Juli 2019                                                    |
| 2019 | Raising Hell High Road                                                                     | — | — | — | — | US— GoldUS | Erstveröffentlichung: 24. Oktober 2019 Verkäufe: + 500.000; feat. Big Freedia          |
| 2019 | My Own Dance High Road                                                                     | — | — | — | — | — | Erstveröffentlichung: 21. November 2019                                                |
| 2019 | Resentment High Road                                                                       | — | — | — | — | — | Erstveröffentlichung: 12. Dezember 2019                                                |
| 2020 | Tonight High Road                                                                          | — | — | — | — | — | Erstveröffentlichung: 28. Januar 2020                                                  |
| 2023 | Fine Line / Eat the Acid Gag Order                                                         | — | — | — | — | — | Erstveröffentlichung: 28. April 2023                                                   |
| 2023 | Only Love Can Save Us Now Gag Order                                                        | — | — | — | — | — | Erstveröffentlichung: 17. Mai 2023                                                     |
| 2024 | Joyride .                                                                                  | — | — | — | UK88 (2 Wo.)UK | — | Erstveröffentlichung: 4. Juli 2024                                                     |
| 2024 | Delusional .                                                                               | — | — | — | — | — | Erstveröffentlichung: 29. November 2024                                                |
| 2025 | Dear Me –                                                                                  | — | — | — | — | — | Erstveröffentlichung: 24. Januar 2025                                                  |
| 2025 | Ypppee-Ki-Yay .                                                                            | — | — | — | — | — | Erstveröffentlichung: 27. März 2025                                                    |
| 2025 | Boy Crazy .                                                                                | — | — | — | — | — | Erstveröffentlichung: 16. Mai 2025                                                     |
| 2025 | Attention! . (…)                                                                           | — | — | — | — | — | Erstveröffentlichung: 20. Juni 2025 feat. Rose Gray & Slayyyter                        |
| 2025 | The One .                                                                                  | — | — | — | — | — | Erstveröffentlichung: 27. Juni 2025                                                    |
| Folgende Lieder erschienen nicht als Single, wurden aber durch das Album zum Download und Streaming bereitgestellt und konnten somit eine Platzierung erlangen: |                                                                                            | | | | | |                                                                                        |
| |                                                                                            | | | | | |                                                                                        |
| 2010 | Crazy Beautiful Life Cannibal                                                              | — | — | — | — | US93 (1 Wo.)US | Charteinstieg: 11. Dezember 2010                                                       |
| 2011 | Fuck Him He’s a DJ I Am the Dance Commander…                                               | — | — | — | — | US97 (1 Wo.)US | Charteinstieg: 9. April 2011                                                           |

### Als Gastmusikerin
| Jahr | Titel Album                     | Höchstplatzierung, Gesamtwochen, AuszeichnungChartplatzierungen (Jahr, Titel, Album, Platzierungen, Wochen, Auszeichnungen, Anmerkungen) | Höchstplatzierung, Gesamtwochen, AuszeichnungChartplatzierungen (Jahr, Titel, Album, Platzierungen, Wochen, Auszeichnungen, Anmerkungen) | Höchstplatzierung, Gesamtwochen, AuszeichnungChartplatzierungen (Jahr, Titel, Album, Platzierungen, Wochen, Auszeichnungen, Anmerkungen) | Höchstplatzierung, Gesamtwochen, AuszeichnungChartplatzierungen (Jahr, Titel, Album, Platzierungen, Wochen, Auszeichnungen, Anmerkungen) | Höchstplatzierung, Gesamtwochen, AuszeichnungChartplatzierungen (Jahr, Titel, Album, Platzierungen, Wochen, Auszeichnungen, Anmerkungen) | Anmerkungen                                                                            |
| Jahr | Titel Album                     | DE | AT | CH | UK | US | Anmerkungen                                                                            |
| ---- | ------------------------------- | --- | --- | --- | --- | --- | -------------------------------------------------------------------------------------- |
| 2006 | Nothing in This World Paris     | DE34 (9 Wo.)DE | — | CH61 (3 Wo.)CH | UK55 (2 Wo.)UK | — | Erstveröffentlichung: 12. September 2006 Begleitgesang bei Paris Hilton                |
| 2009 | Right Round R.O.O.T.S.          | DE4 Platin · (34 Wo.)DE | AT2 Gold · (42 Wo.)AT | CH2 Platin · (59 Wo.)CH | UK1 Platin · (25 Wo.)UK | US1 ×8Achtfachplatin + Gold (Mastertone) · (26 Wo.)US                                                                                    | Erstveröffentlichung: 27. Januar 2009 Verkäufe: + 10.695.847; Flo Rida feat. Kesha     |
| 2010 | Dirty Picture Rokstarr          | — | — | — | UK6 Silber · (12 Wo.)UK | US96 (1 Wo.)US | Erstveröffentlichung: 5. April 2010 Verkäufe: + 242.500; Taio Cruz feat. Kesha         |
| 2010 | My First Kiss Streets of Gold   | DE37 (7 Wo.)DE | AT28 (7 Wo.)AT | — | UK7 Silber · (11 Wo.)UK | US9 Gold · (18 Wo.)US | Erstveröffentlichung: 4. Mai 2010 Verkäufe: + 2.205.236; 3OH!3 feat. Kesha             |
| 2013 | Timber Global Warming: Meltdown | DE1 Diamant · (47 Wo.)DE | AT1 Platin · (29 Wo.)AT | CH3 Platin · (37 Wo.)CH | UK1 ×4Vierfachplatin · (43 Wo.)UK | US1 Diamant · (39 Wo.)US | Erstveröffentlichung: 7. Oktober 2013 Verkäufe: + 15.436.666; Pitbull feat. Kesha      |
| 2017 | Good Old Days Gemini            | DE50 (1 Wo.)DE | AT24 (6 Wo.)AT | CH24 (10 Wo.)CH | UK79 Silber · (9 Wo.)UK | US48 ×3Dreifachplatin · (20 Wo.)US | Erstveröffentlichung: 19. September 2017 Verkäufe: + 3.815.000; Macklemore feat. Kesha |
| 2018 | Body Talks Young & Dangerous    | — | — | — | — | — | Erstveröffentlichung: 25. August 2018 Verkäufe: + 20.000; The Struts feat. Kesha       |
| 2018 | Safe –                          | — | — | — | — | — | Erstveröffentlichung: 28. Dezember 2018 Sage feat. Kesha & Chika                       |
| 2020 | Chasing Rainbows Louder         | — | — | — | — | — | Erstveröffentlichung: 20. Februar 2020 Big Freedia feat. Kesha                         |
| 2020 | Since I Was Young –             | — | — | — | — | — | Erstveröffentlichung: 8. Juni 2020 Wrabel feat. Kesha                                  |
| 2021 | Stronger –                      | — | — | — | — | — | Erstveröffentlichung: 29. Januar 2021 Sam Feldt feat. Kesha                            |
| 2021 | Fancy Like –                    | — | — | — | — | — | Erstveröffentlichung: 10. September 2021 Walker Hayes feat. Kesha                      |
| 2021 | Drop Dead –                     | — | — | — | — | — | Erstveröffentlichung: 29. Oktober 2021 Grandson feat. Travis Barker & Kesha            |
| 2025 | Sugar Free Venom Sequence 01    | — | — | — | — | — | Erstveröffentlichung: 27. Juni 2025 F5ve feat. Kesha                                   |

## Musikvideos
| Jahr | Titel                               | Regie                                      |
| ---- | ----------------------------------- | ------------------------------------------ |
| 2009 | Tik Tok                             | Syndrome                                   |
| 2010 | Blah Blah Blah                      | Brendan Malloy                             |
| 2010 | Dirty Picture                       | Alex Herron                                |
| 2010 | Your Love Is My Drug                | Honey                                      |
| 2010 | My First Kiss                       | Isaac Ravishankara                         |
| 2010 | Take It Off                         | Paul Hunter, Dori Oskowitz                 |
| 2010 | We R Who We R                       | Hype Williams                              |
| 2010 | Animal                              | Skinny                                     |
| 2010 | Take It Off (K$ N’ Friends Version) | Skinny                                     |
| 2010 | Stephen                             | Skinny                                     |
| 2011 | Blow                                | Chris Marrs Piliero                        |
| 2012 | Die Young                           | Darren Craig                               |
| 2013 | Timber                              | David Rousseau                             |
| 2013 | C’Mon                               | Darren Craig                               |
| 2013 | Crazy Kids                          | Darren Craig                               |
| 2013 | Dirty Love                          | Kesha                                      |
| 2017 | Praying                             | Jonas Åkerlund                             |
| 2017 | Woman                               | Kesha & Lagan Sebert                       |
| 2017 | Learn to Let Go                     | Isaac Ravishankara                         |
| 2017 | Rainbow                             | Lagan Sebert                               |
| 2018 | I Need a Woman to Love              | Lagan Sebert                               |
| 2018 | Hymn                                | Isaac Ravishankara                         |
| 2018 | Here Comes the Change               | Jonas Åkerlund                             |
| 2018 | This Is Me                          | Jared Hogan                                |
| 2019 | Raising Hell                        | Luke Gilford                               |
| 2019 | My Own Dance                        | Allie Avital                               |
| 2019 | Resentment                          | Vittorio Masecchia                         |
| 2020 | High Road                           | Magic Seed Productions                     |
| 2020 | Chasing Rainbows                    | Jonah Best, Lagan Sebert                   |
| 2020 | Children of the Revolution          | Ethan Silverman                            |
| 2020 | Since I Was Young                   | Michael Kessler                            |
| 2020 | Little Bit of Love                  | Jonah Best, Kesha, Mr Peep$                |
| 2021 | Drop Dead                           | Andrew Sandler                             |
| 2023 | Eat the Acid                        | Vincent Haycock                            |
| 2023 | Fine Line                           | Vincent Haycock                            |
| 2023 | Gag Order                           | Vincent Haycock                            |
| 2023 | Only Love Can Save Us Now           | Vincent Haycock                            |
| 2023 | Living in My Head                   | Vincent Haycock                            |
| 2024 | Joyride                             | Dimitri Basil, Laura Gorun, Cooper Roussel |
| 2025 | Boy Crazy                           | Kesha, Brent Loudermilk, Zain Curtis       |

## Autorenbeteiligungen
Kesha als Autorin in den Charts

| Jahr | Titel Interpretation               | Höchstplatzierung, Gesamtwochen, AuszeichnungChartplatzierungen (Jahr, Titel, Interpretation, Platzierungen, Wochen, Auszeichnungen, Anmerkungen) | Höchstplatzierung, Gesamtwochen, AuszeichnungChartplatzierungen (Jahr, Titel, Interpretation, Platzierungen, Wochen, Auszeichnungen, Anmerkungen) | Höchstplatzierung, Gesamtwochen, AuszeichnungChartplatzierungen (Jahr, Titel, Interpretation, Platzierungen, Wochen, Auszeichnungen, Anmerkungen) | Höchstplatzierung, Gesamtwochen, AuszeichnungChartplatzierungen (Jahr, Titel, Interpretation, Platzierungen, Wochen, Auszeichnungen, Anmerkungen) | Höchstplatzierung, Gesamtwochen, AuszeichnungChartplatzierungen (Jahr, Titel, Interpretation, Platzierungen, Wochen, Auszeichnungen, Anmerkungen) | Anmerkungen                                              |
| Jahr | Titel Interpretation               | DE | AT | CH | UK | US | Anmerkungen                                              |
| ---- | ---------------------------------- | --- | --- | --- | --- | --- | -------------------------------------------------------- |
| 2007 | This Love The Veronicas            | — | — | — | UK55 (1 Wo.)UK | US10 (16 Wo.)US | Erstveröffentlichung: 10. März 2008 Verkäufe: + 35.000   |
| 2010 | Boy Like You Charlee               | DE86 (4 Wo.)DE | AT16 (11 Wo.)AT | — | — | — | Erstveröffentlichung: 27. August 2010                    |
| 2011 | Till the World Ends Britney Spears | DE27 (13 Wo.)DE | AT43 (5 Wo.)AT | CH7 Gold · (25 Wo.)CH | UK21 Silber · (14 Wo.)UK | US3 ×4Vierfachplatin · (24 Wo.)US | Erstveröffentlichung: 4. März 2011 Verkäufe: + 4.662.300 |

## Promoveröffentlichungen
Promo-Singles

| Jahr | Titel Album                                                                                  | Höchstplatzierung, Gesamtwochen, AuszeichnungChartplatzierungen (Jahr, Titel, Album, Platzierungen, Wochen, Auszeichnungen, Anmerkungen) | Höchstplatzierung, Gesamtwochen, AuszeichnungChartplatzierungen (Jahr, Titel, Album, Platzierungen, Wochen, Auszeichnungen, Anmerkungen) | Höchstplatzierung, Gesamtwochen, AuszeichnungChartplatzierungen (Jahr, Titel, Album, Platzierungen, Wochen, Auszeichnungen, Anmerkungen) | Höchstplatzierung, Gesamtwochen, AuszeichnungChartplatzierungen (Jahr, Titel, Album, Platzierungen, Wochen, Auszeichnungen, Anmerkungen) | Höchstplatzierung, Gesamtwochen, AuszeichnungChartplatzierungen (Jahr, Titel, Album, Platzierungen, Wochen, Auszeichnungen, Anmerkungen) | Anmerkungen                                                                            |
| Jahr | Titel Album                                                                                  | DE | AT | CH | UK | US | Anmerkungen                                                                            |
| ---- | -------------------------------------------------------------------------------------------- | --- | --- | --- | --- | --- | -------------------------------------------------------------------------------------- |
| 2009 | Backstabber Animal                                                                           | — | — | — | — | US— GoldUS | Erstveröffentlichung: 2009 Verkäufe: + 500.000                                         |
| 2010 | Sleazy Cannibal                                                                              | — | — | — | — | US51 Gold · (1 Wo.)US | Erstveröffentlichung: 29. Oktober 2010 Verkäufe: + 500.000                             |
| 2010 | Cannibal                                                                                     | — | — | — | — | US77 Platin · (1 Wo.)US | Erstveröffentlichung: 5. November 2010 Verkäufe: + 1.000.000                           |
| 2010 | The Harold Song Cannibal                                                                     | — | — | — | — | — | Erstveröffentlichung: 19. November 2010                                                |
| 2011 | Animal                                                                                       | — | — | — | — | US— GoldUS | Erstveröffentlichung: 4. April 2011 Verkäufe: + 500.000                                |
| 2011 | Stephen Animal                                                                               | — | — | — | — | — | Erstveröffentlichung: 4. April 2011                                                    |
| 2011 | Till the World Ends (The Femme Fatale Remix) –                                               | — | — | — | — | — | Erstveröffentlichung: 30. Mai 2011 Britney Spears feat. Kesha & Nicki Minaj            |
| 2011 | Sleazy Remix 2.0: Get Sleazier –                                                             | — | — | — | — | US37 (1 Wo.)US | Erstveröffentlichung: 7. Dezember 2011 feat. Lil Wayne, Wiz Khalifa, T.I. & André 3000 |
| 2013 | Only Wanna Dance with You / Past Lives Warrior                                               | — | — | — | — | — | Erstveröffentlichung: 1. Januar 2013                                                   |
| 2013 | Dirty Love Warrior                                                                           | — | — | — | — | — | Erstveröffentlichung: 31. Dezember 2013 feat. Iggy Pop                                 |
| 2017 | Learn to Let Go Rainbow                                                                      | — | — | — | — | US97 Gold · (1 Wo.)US | Erstveröffentlichung: 28. Juli 2017 Verkäufe: + 500.000                                |
| 2017 | Hymn Rainbow                                                                                 | — | — | — | — | — | Erstveröffentlichung: 3. August 2017                                                   |
| 2017 | Rainbow                                                                                      | — | — | — | — | — | Erstveröffentlichung: 11. August 2017                                                  |
| 2019 | Rich, White, Straight Men –                                                                  | — | — | — | — | — | Erstveröffentlichung: 8. Juni 2019                                                     |
| 2020 | Summer High Road                                                                             | — | — | — | — | — | Erstveröffentlichung: 31. Januar 2020                                                  |
| 2020 | Children of the Revolution AngelHeaded Hipster: The Songs of Marc Bolan and T. Rex (Sampler) | — | — | — | — | — | Erstveröffentlichung: 10. Juni 2020 Original: T. Rex                                   |
| 2020 | They’s a Person of the World –                                                               | — | — | — | — | — | Erstveröffentlichung: 29. August 2020 mit Black Lips; RSD-Veröffentlichung             |
| 2020 | Little Bit of Love (Virtual House Party Mix) –                                               | — | — | — | — | — | Erstveröffentlichung: 25. September 2020                                               |
| 2020 | Nicolas Cage –                                                                               | — | — | — | — | — | Erstveröffentlichung: 31. Dezember 2020                                                |
| 2024 | Spring Breakers Brat and it’s completely different but also still brat                       | — | — | — | — | — | Erstveröffentlichung: 13. Oktober 2024                                                 |
| 2024 | Holiday Road –                                                                               | — | — | — | UK38 (4 Wo.)UK | US88 (1 Wo.)US | Erstveröffentlichung: 15. Oktober 2024 Teil der „Spotify-Singles-Holiday“-Reihe        |

## Sonderveröffentlichungen

### Alben
| Jahr | Titel Musiklabel                     | Anmerkungen                                                                                     |
| ---- | ------------------------------------ | ----------------------------------------------------------------------------------------------- |
| 2010 | Animal + Cannibal RCA Records (Sony) | Erstveröffentlichung: 22. November 2010 erweiterte Fassung; Verkäufe werden Animal hinzuaddiert |

### Lieder
| Jahr | Titel Album                                                            | Anmerkungen                                                                    |
| ---- | ---------------------------------------------------------------------- | ------------------------------------------------------------------------------ |
| 2006 | Nothing in This World Paris                                            | Erstveröffentlichung: 22. August 2006 Begleitgesang bei Paris Hilton           |
| 2009 | Right Round R.O.O.T.S.                                                 | Erstveröffentlichung: 31. März 2009 Flo Rida feat. Kesha                       |
| 2009 | Touch Me R.O.O.T.S.                                                    | Erstveröffentlichung: 31. März 2009 Flo Rida feat. Kesha                       |
| 2009 | Girls Rebelution                                                       | Erstveröffentlichung: 28. August 2009 Pitbull feat. Kesha                      |
| 2010 | My First Kiss Streets of Gold                                          | Erstveröffentlichung: 29. Juni 2010 3OH!3 feat. Kesha                          |
| 2010 | Dirty Picture Rokstarr                                                 | Erstveröffentlichung: 12. Oktober 2010 Taio Cruz feat. Kesha                   |
| 2011 | What Baby Wants Welcome 2 My Nightmare                                 | Erstveröffentlichung: 13. September 2011 Alice Cooper feat. Kesha              |
| 2011 | Boombox Nasty As I Wanna Be                                            | Erstveröffentlichung: 1. November 2011 Dirt Nasty feat. Kesha                  |
| 2011 | Miami Nights Nasty As I Wanna Be                                       | Erstveröffentlichung: 1. November 2011 Dirt Nasty feat. Benji Hughes & Kesha   |
| 2012 | 2012 (You Must Be Upgraded) The Flaming Lips and Heady Fwends          | Erstveröffentlichung: 21. April 2012 The Flaming Lips feat. Kesha & Biz Markie |
| 2013 | Timber Global Warming: Meltdown                                        | Erstveröffentlichung: 22. November 2013 Pitbull feat. Kesha                    |
| 2017 | Good Old Days Gemini                                                   | Erstveröffentlichung: 22. September 2017 Macklemore feat. Kesha                |
| 2018 | Body Talks Young & Dangerous                                           | Erstveröffentlichung: 25. August 2018 The Struts feat. Kesha                   |
| 2020 | Chasing Rainbows Louder                                                | Erstveröffentlichung: 13. März 2020 Big Freedia feat. Kesha                    |
| 2024 | Spring Breakers Brat and it’s completely different but also still brat | Erstveröffentlichung: 14. Oktober 2024 charli xcx feat. Kesha                  |

| Jahr | Titel Album                                                                      | Anmerkungen                                                                       |
| ---- | -------------------------------------------------------------------------------- | --------------------------------------------------------------------------------- |
| 2012 | Don’t Think Twice, It’s All Right Chimes of Freedom                              | Erstveröffentlichung: 24. Januar 2012 Original: Bob Dylan                         |
| 2018 | I Need a Woman to Love Universal Love – Wedding Songs Reimagined                 | Erstveröffentlichung: 5. April 2018 Original: Big Brother and the Holding Company |
| 2020 | Children of the Revolution Angelheaded Hipster: The Songs of Marc Bolan & T. Rex | Erstveröffentlichung: 4. September 2020 Original: T. Rex                          |

| Jahr | Titel Soundtrack                                                 | Anmerkungen                             |
| ---- | ---------------------------------------------------------------- | --------------------------------------- |
| 2006 | Invisible The Barbie Diaries                                     | Erstveröffentlichung: 9. Mai 2006       |
| 2018 | This Is Me (The Reimagined Remix) The Greatest Showman           | Erstveröffentlichung: 16. November 2018 |
| 2018 | Here Comes the Change Die Berufung – Ihr Kampf für Gerechtigkeit | Erstveröffentlichung: 14. Dezember 2018 |
| 2019 | Best Day (Angry Birds 2 Remix) Angry Birds 2 – Der Film          | Erstveröffentlichung: 26. Juli 2019     |

## Statistik

### Chartauswertung
Die folgende Aufstellung beinhaltet eine Übersicht über die Charterfolge von Kesha in den Album- und Singlecharts. Zu beachten ist, dass bei den Singlecharts nur Interpretationen und keine Autorenbeteiligungen berücksichtigt werden.
|                     | DE    | AT    | CH    | UK    | US    |
| ------------------- | ----- | ----- | ----- | ----- | ----- |
| Nummer-eins-Alben   | DE—DE | AT—AT | CH—CH | UK—UK | US2US |
| Top-10-Alben        | DE1DE | AT1AT | CH1CH | UK2UK | US4US |
| Alben in den Charts | DE4DE | AT4AT | CH3CH | UK5UK | US8US |

|                       | DE     | AT     | CH     | UK     | US     |
| --------------------- | ------ | ------ | ------ | ------ | ------ |
| Nummer-eins-Singles   | DE2DE  | AT2AT  | CH1CH  | UK3UK  | US4US  |
| Top-10-Singles        | DE3DE  | AT4AT  | CH3CH  | UK7UK  | US10US |
| Singles in den Charts | DE13DE | AT13AT | CH10CH | UK19UK | US24US |

### Auszeichnungen für Musikverkäufe
Das Lied Dinosaur wurde weder als Single veröffentlicht, noch konnte es aufgrund von hohen Downloads die Charts erreichen. Dennoch wurden das Lied mit einer Goldenen Schallplatte in den Vereinigten Staaten ausgezeichnet, womit sich das Lied über 500.000 Mal verkaufte.
| Land/RegionAuszeichnungen für Musikverkäufe (Land/Region, Auszeichnungen, Verkäufe, Quellen) | Silber     | Gold       | Platin         | Diamant     | Verkäufe   | Quellen                               |
| -------------------------------------------------------------------------------------------- | ---------- | ---------- | -------------- | ----------- | ---------- | ------------------------------------- |
| Australien (ARIA)                                                                            | —          | 2× Gold2   | 55× Platin55   | —           | 3.920.000  | aria.com.au                           |
| Belgien (BRMA)                                                                               | —          | 2× Gold2   | Platin1        | —           | 60.000     | ultratop.be                           |
| Brasilien (PMB)                                                                              | —          | Gold1      | —              | —           | 20.000     | pro-musicabr.org.br                   |
| Dänemark (IFPI)                                                                              | —          | 3× Gold3   | 9× Platin9     | —           | 250.000    | ifpi.dk                               |
| Deutschland (BVMI)                                                                           | —          | 3× Gold3   | 4× Platin4     | Diamant1    | 2.590.000  | musikindustrie.de                     |
| Finnland (IFPI)                                                                              | —          | 2× Gold2   | —              | —           | 11.462     | ifpi.fi FI2                           |
| Frankreich (SNEP)                                                                            | —          | 4× Gold4   | —              | —           | 410.200    | infodisc.fr snepmusique.com           |
| Irland (IRMA)                                                                                | —          | Gold1      | —              | —           | 7.500      | irishcharts.ie                        |
| Italien (FIMI)                                                                               | —          | 4× Gold4   | 7× Platin7     | —           | 360.000    | fimi.it                               |
| Japan (RIAJ)                                                                                 | —          | 5× Gold5   | Platin1        | —           | 600.000    | riaj.or.jp JP2                        |
| Kanada (MC)                                                                                  | —          | Gold1      | 34× Platin34   | —           | 2.320.000  | musiccanada.com                       |
| Mexiko (AMPROFON)                                                                            | —          | 2× Gold2   | 4× Platin4     | —           | 300.000    | amprofon.com.mx                       |
| Neuseeland (RMNZ)                                                                            | —          | 9× Gold9   | 22× Platin22   | —           | 622.500    | aotearoamusiccharts.co.nz NZ2 NZ3 NZ4 |
| Niederlande (NVPI)                                                                           | —          | Gold1      | —              | —           | 40.000     | nvpi.nl                               |
| Norwegen (IFPI)                                                                              | —          | —          | 15× Platin15   | —           | 150.000    | ifpi.no                               |
| Österreich (IFPI)                                                                            | —          | 2× Gold2   | 2× Platin2     | —           | 85.000     | ifpi.at AT2                           |
| Polen (ZPAV)                                                                                 | —          | Gold1      | —              | —           | 10.000     | olis.pl                               |
| Schweden (IFPI)                                                                              | —          | 3× Gold3   | 7× Platin7     | —           | 340.000    | sverigetopplistan.se                  |
| Schweiz (IFPI)                                                                               | —          | Gold1      | 3× Platin3     | —           | 105.000    | hitparade.ch                          |
| Spanien (Promusicae)                                                                         | —          | 2× Gold2   | 6× Platin6     | —           | 270.000    | elportaldemusica.es ES2               |
| Südkorea (KMCA)                                                                              | —          | —          | —              | —           | 2.804.487  | Einzelnachweise                       |
| Vereinigte Staaten (RIAA)                                                                    | —          | 10× Gold10 | 65× Platin65   | 2× Diamant2 | 89.470.000 | riaa.com                              |
| Vereinigtes Königreich (BPI)                                                                 | 6× Silber6 | 3× Gold3   | 11× Platin11   | —           | 8.700.000  | bpi.co.uk                             |
| Insgesamt                                                                                    | 6× Silber6 | 62× Gold62 | 246× Platin246 | 3× Diamant3 |            |                                       |